# 沖田芳樹

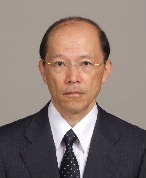
公式肖像写真

沖田 芳樹（おきた よしき、1956年11月13日 - ）は、日本の警察官僚。第93代警視総監、第21代内閣危機管理監。東京都出身。

## 略歴
1981年（昭和56年）東京大学法学部卒業後、警察庁入庁。
山口県警察本部刑事部捜査第二課長、警視庁警備部警備第一課長、香川県警察本部長、警察庁警備局警備課理事官、警察庁長官官房国家公安委員会会務官、宮内庁長官官房総務課長、宮内庁侍従職事務主管、警察庁長官官房審議官(警備局担当)、愛知県警察本部長、警察庁長官官房総括審議官、警察庁警備局長等を経て、2016年9月20日より第93代警視総監。2017年9月15日をもって退官した。
2018年1月ANAホールディングス顧問。同年6月27日、日本ギア工業株式会社取締役。2019年4月官職に復帰し、第21代内閣危機管理監に就任。2022年退任、三井住友銀行顧問。